# Vereinigung Volkseigener Betriebe
Die Vereinigung Volkseigener Betriebe (VVB) war eine Rechtsform in der Wirtschaft der Deutschen Demokratischen Republik (DDR).

## Geschichte

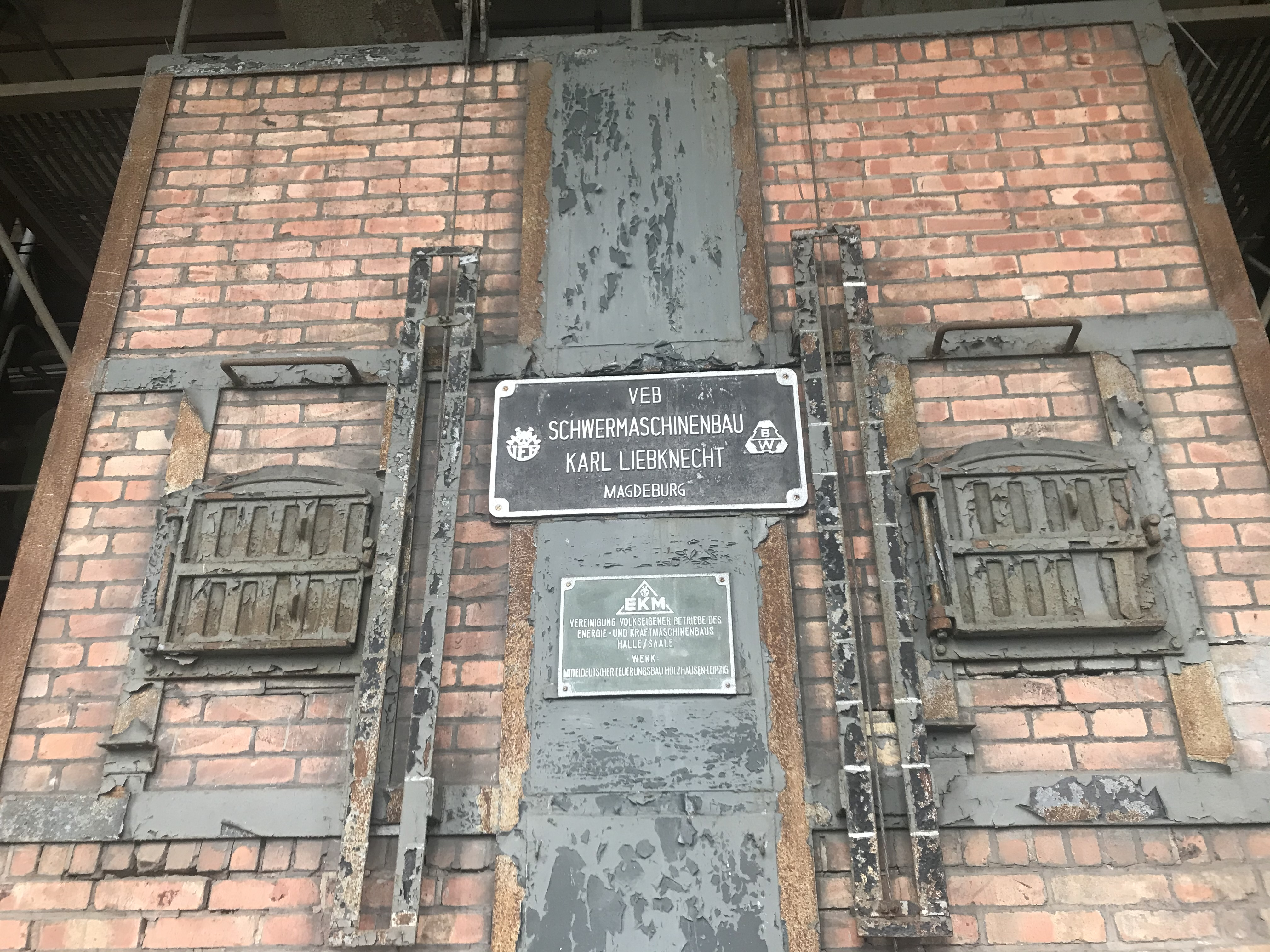
Historisches Schild der VVB des EKM Halle (Saale) im Kraftwerk Peenemünde

VVB entstanden mit der Einführung und dem schrittweisen Aufbau der sozialistischen Planwirtschaft in der Sowjetischen Besatzungszone und späteren DDR ab 1948.
Eine VVB schloss mehrere volkseigene Betriebe (VEB) einer Branche zusammen und bildete damit eine mittlere Steuerungsebene in der Planwirtschaft. Ziel der SED-Wirtschaftspolitik war es, durch die Bündelung und Koordination verschiedener VEB Wirtschaftsprozesse vertikal und horizontal zu integrieren. Damit verbunden war zum einen die Hoffnung, eine wirkungsvollere Leitungsstruktur zu erhalten, mit der man wirtschaftspolitisch wichtige Beschlüsse besser implementieren konnte. Zum anderen wollte man Rationalisierungseffekte erzielen, also die Arbeitsteilung und die Rohstoffverteilung zwischen den Betrieben effektiver zu organisieren. Die fachliche Leitung der VVB lag in den Händen eines Generaldirektors (zunächst Hauptdirektor) und weiterer Fachdirektoren. Die wirtschaftspolitische Steuerung der VVB-Betriebe wurde über verschiedene übergeordnete Staats- und Parteistrukturen gesichert. Auf der Ebene der VVB und in den Einzelbetrieben existierten Betriebsparteiorganisationen der SED, die in allen wesentlichen Fragen der Betriebsführung, insbesondere Fragen der Personalpolitik („Kaderpolitik“), mit entschieden.
In den unterschiedlichen Phasen der DDR-Wirtschaft verfügten die VVB über unterschiedliche Kompetenzen. Erstmals wurden sie mit dem Gründungsbeschluss Nr. 76 der Sowjetischen Militäradministration in Deutschland (SMAD) als Teil der Staatswirtschaft eingeführt. Unter den Strukturen der Deutschen Wirtschaftskommission (DWK) wurden anfangs rund 1800 VEB gegründet und in 75 VVB zusammengeschlossen. Diese Zahlen veränderten sich im Laufe der Jahre und Jahrzehnte der DDR stark.
In den Gründungsjahren der DDR arbeiteten die VVB-Strukturen aber weitgehend erfolglos und ineffizient. Sie wurden deshalb Anfang der 1950er Jahre in die Hauptverwaltungen der entstehenden Industrieministerien der DDR-Regierung integriert. Nach mehreren Umstrukturierungen der ökonomischen Leitungsebenen wurden 1958 die Hauptverwaltungen erneut als eigenständige VVB-Strukturen ausgegliedert. Gerade in den Reformjahren des Neuen Ökonomischen Systems der 1960er Jahre erfuhren die VVB zeitweise eine Stärkung ihrer Kompetenzen. In der Ära Honecker, ab Beginn der 1970er Jahre, traten zunehmend neue Kombinate an ihre Stelle.
Zum Leitungspersonal der DDR-Wirtschaft und damit auch zu den VVB liegen mittlerweile unterschiedliche Studien vor. Gerade in den Aufbau- und Anfangsjahren der SBZ/DDR tat sich die DDR-Regierung sehr schwer, geeignetes Leitungspersonal für VEB und VVB zu finden. In vielen Fällen griff sie deshalb auf Fachpersonal aus den Unternehmen und Branchenverbünden selbst zurück, in einigen Fällen auch auf Quer- und Seiteneinsteiger. Die Suche nach solchen Direktoren gestaltete sich jedoch schwierig, was Anekdoten wie die des gelernten Buchhändlers Hasso Grabner illustrieren, der im Juni 1948 zum Hauptdirektor der Vereinigung zur Produktion und Verarbeitung von Roheisen, Stahl- und Walzwerkerzeugnissen gemacht wurde, obwohl er nach eigenen Aussagen zuvor noch nie ein Stahlwerk von innen gesehen hatte. Erst Ende der 1950er und in den 1960er Jahren stabilisierte sich die Personalsituation mit dem Auftreten einer neuen Generation von Managern in der DDR-Wirtschaft.

## Liste von VVB in der DDR

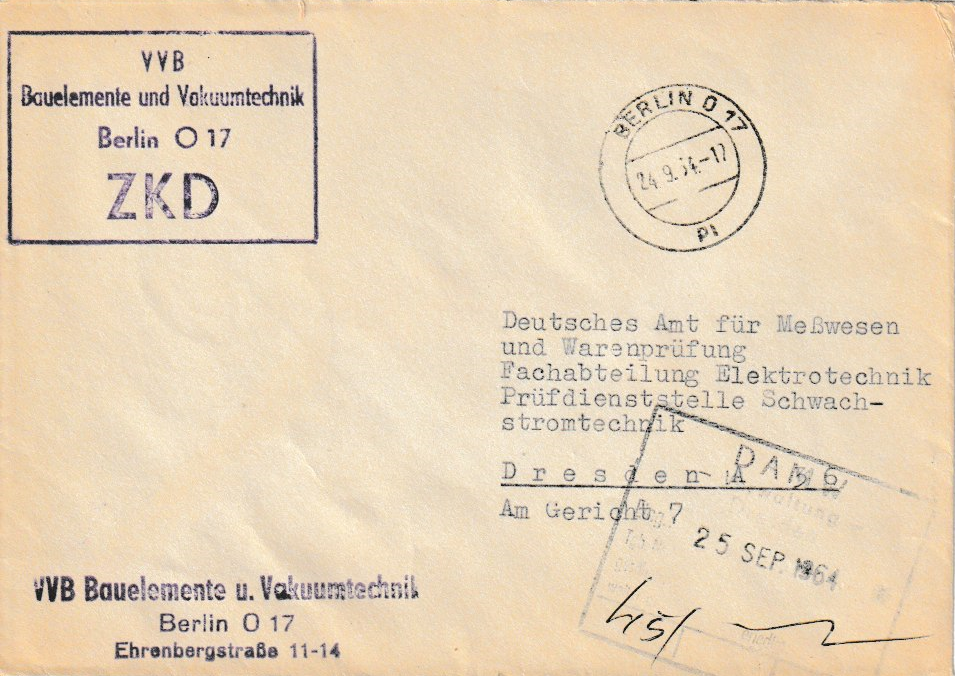
Briefumschlag der VVB Bauelemente und Vakuumechik, Berlin

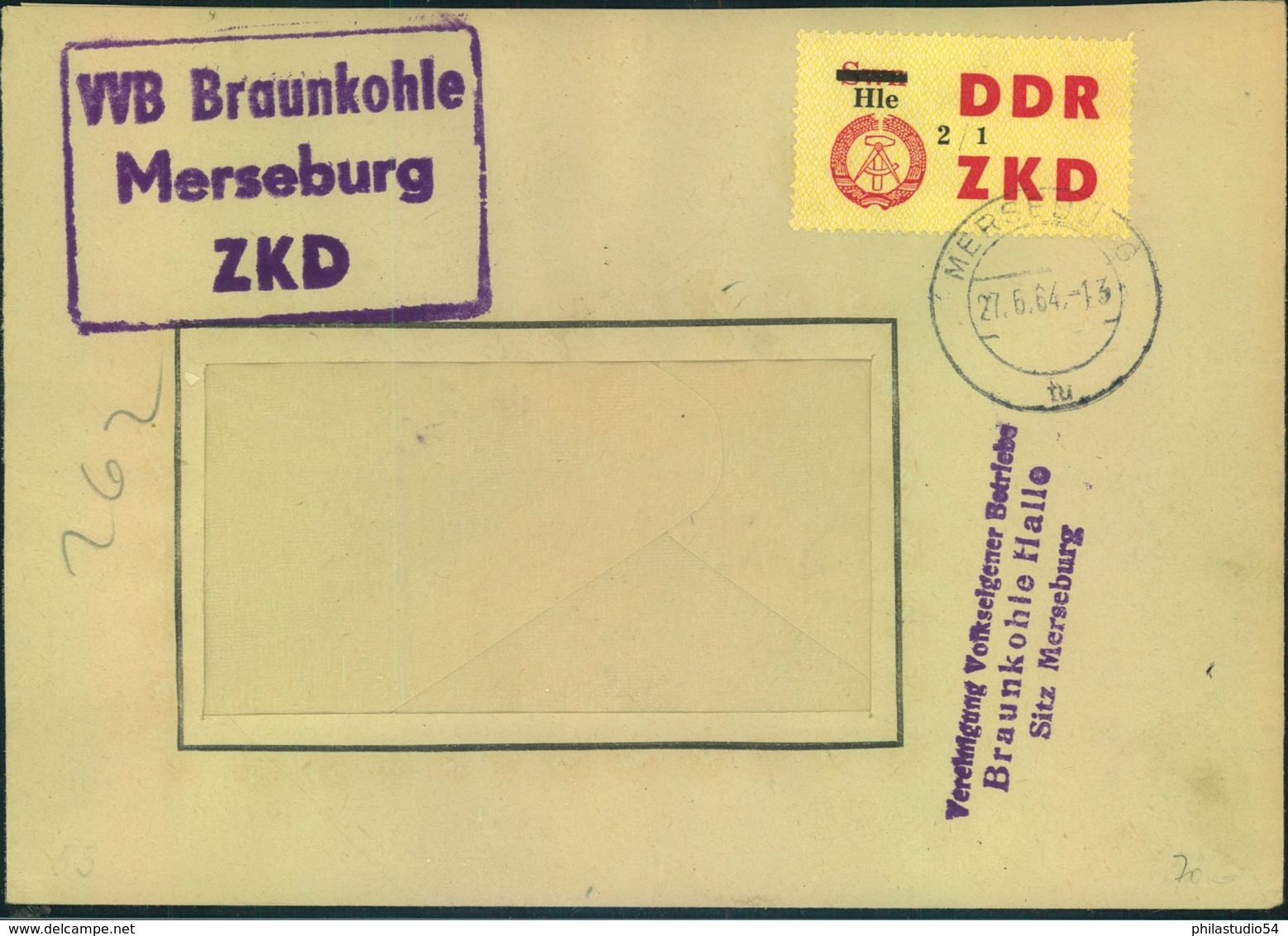
Briefumschlag der VVB Braunkohle, Merseburg

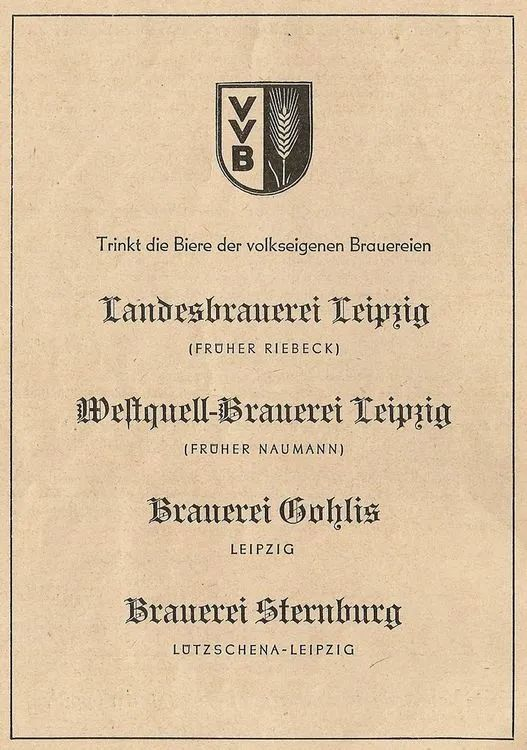
Werbung der VVB Leipziger Brauereien, 1950

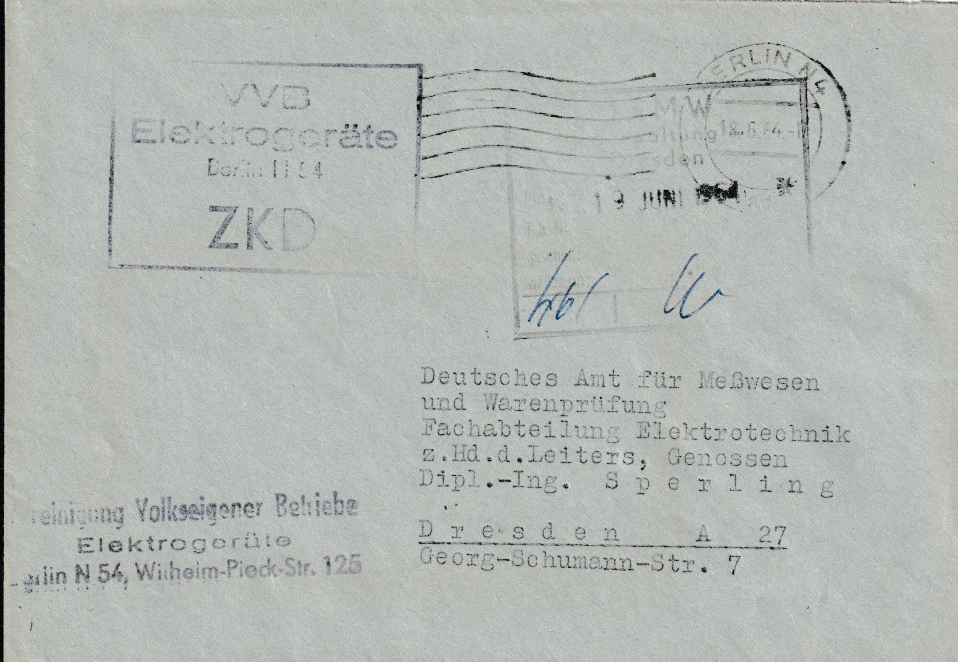
Briefumschlag der VVB Elektrogeräte, Berlin

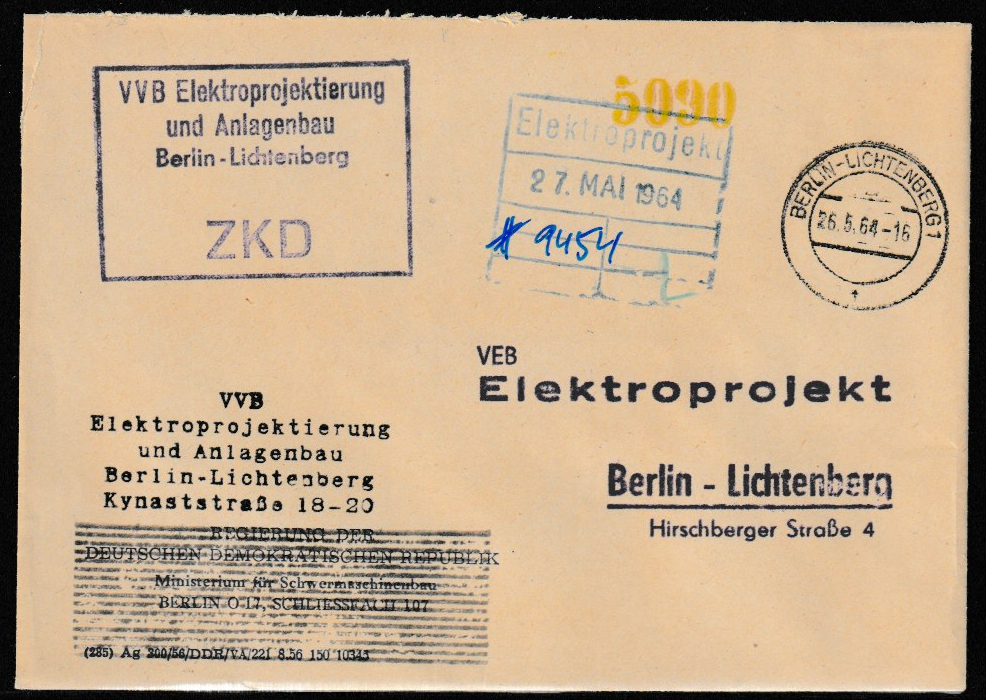
Briefumschlag der VVB Elektroprojektierung und Anlagenbau, Berlin-Lichtenberg

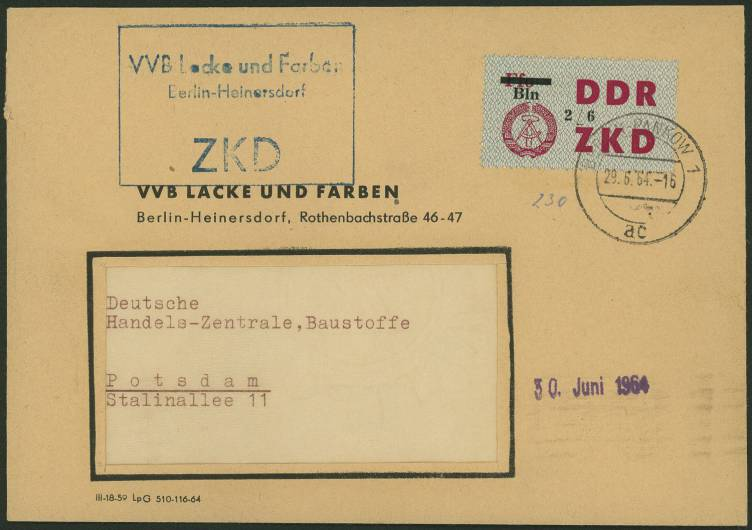
Briefumschlag der VVB Lacke und Farben, Berlin-Heinersdorf

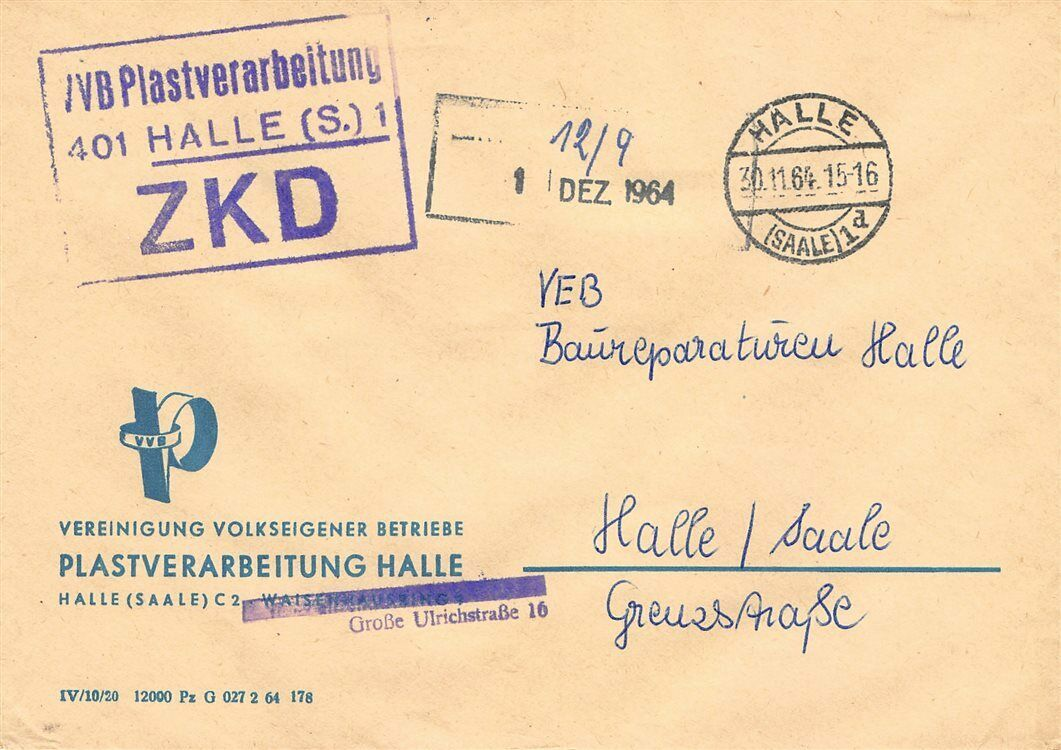
Briefumschlag der VVB Plasteverarbeitung, Halle (Saale)

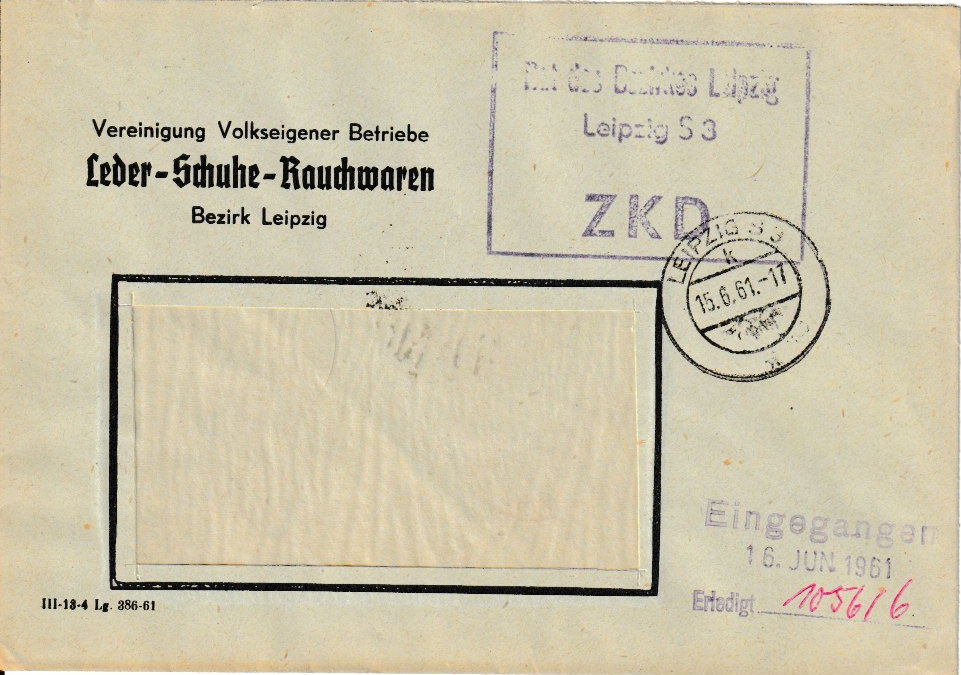
Briefumschlag der VVB Leder-Schuhe-Rauchwaren, Leipzig

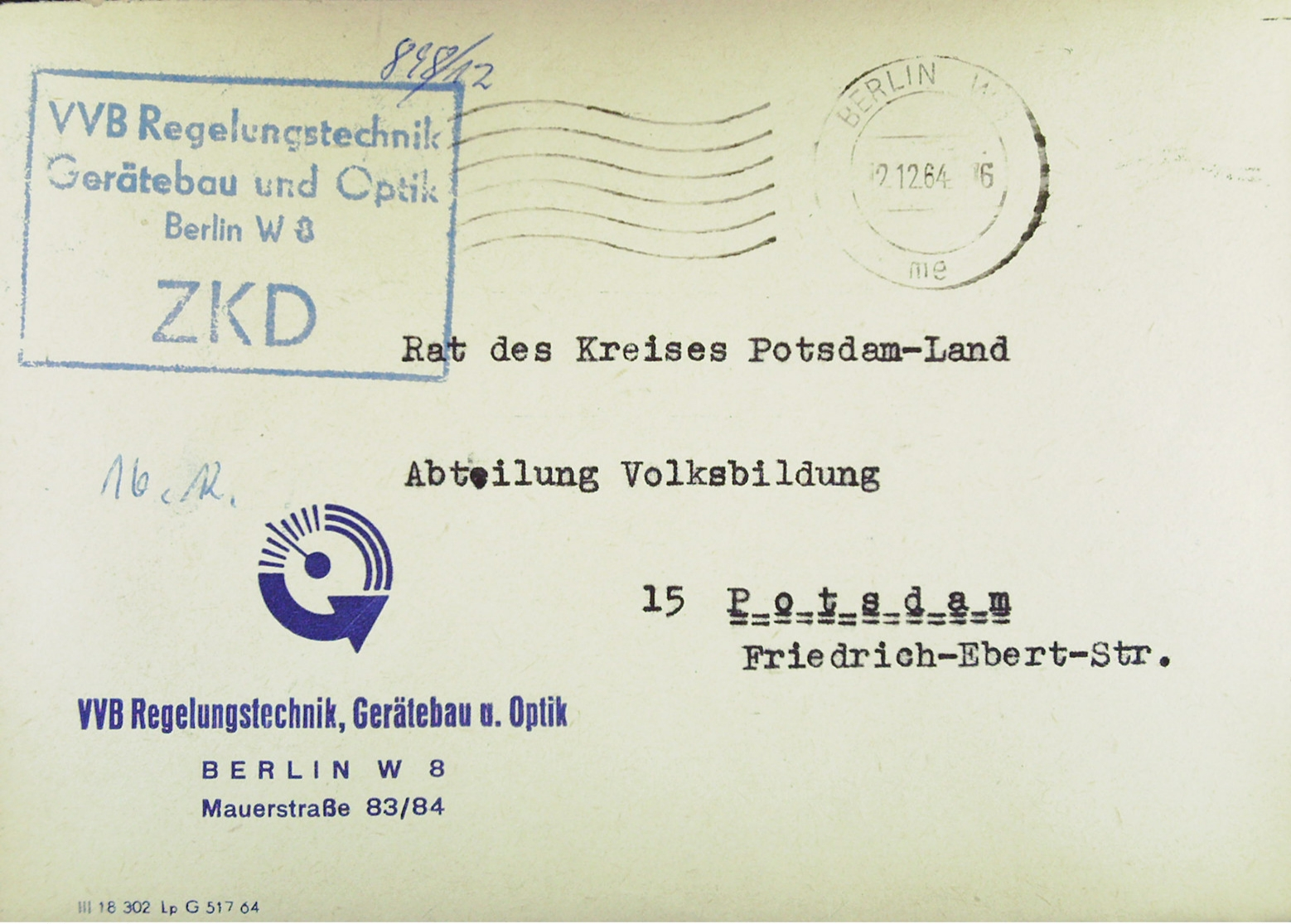
Briefumschlag der VVB Regelungstechnik, Gerätebau und Optik, Berlin

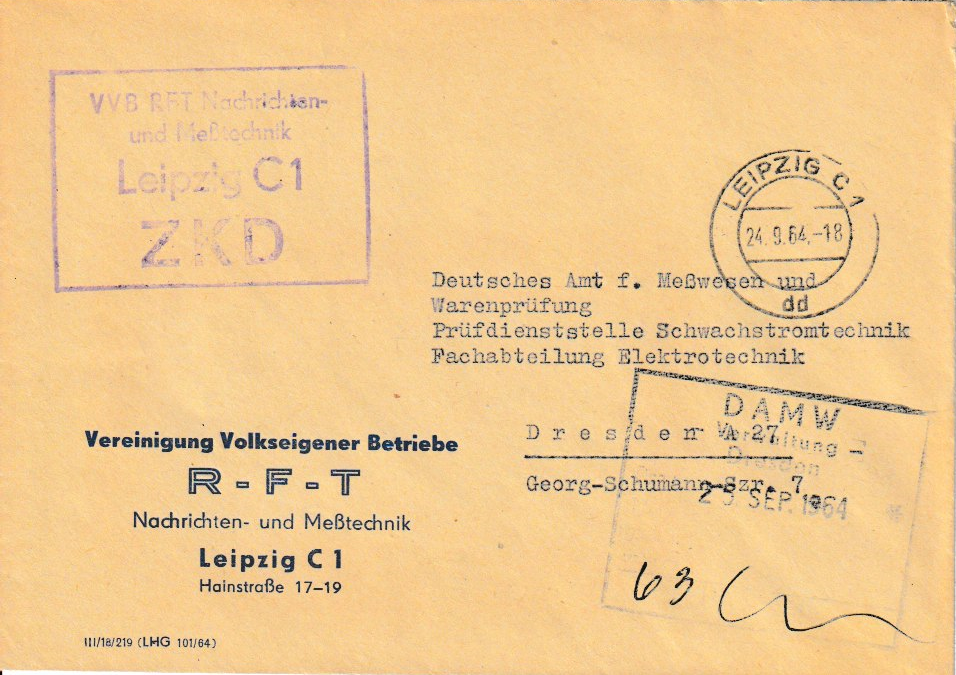
Briefumschlag der VVB RFT Nachrichten- und Meßtechnik, Leipzig

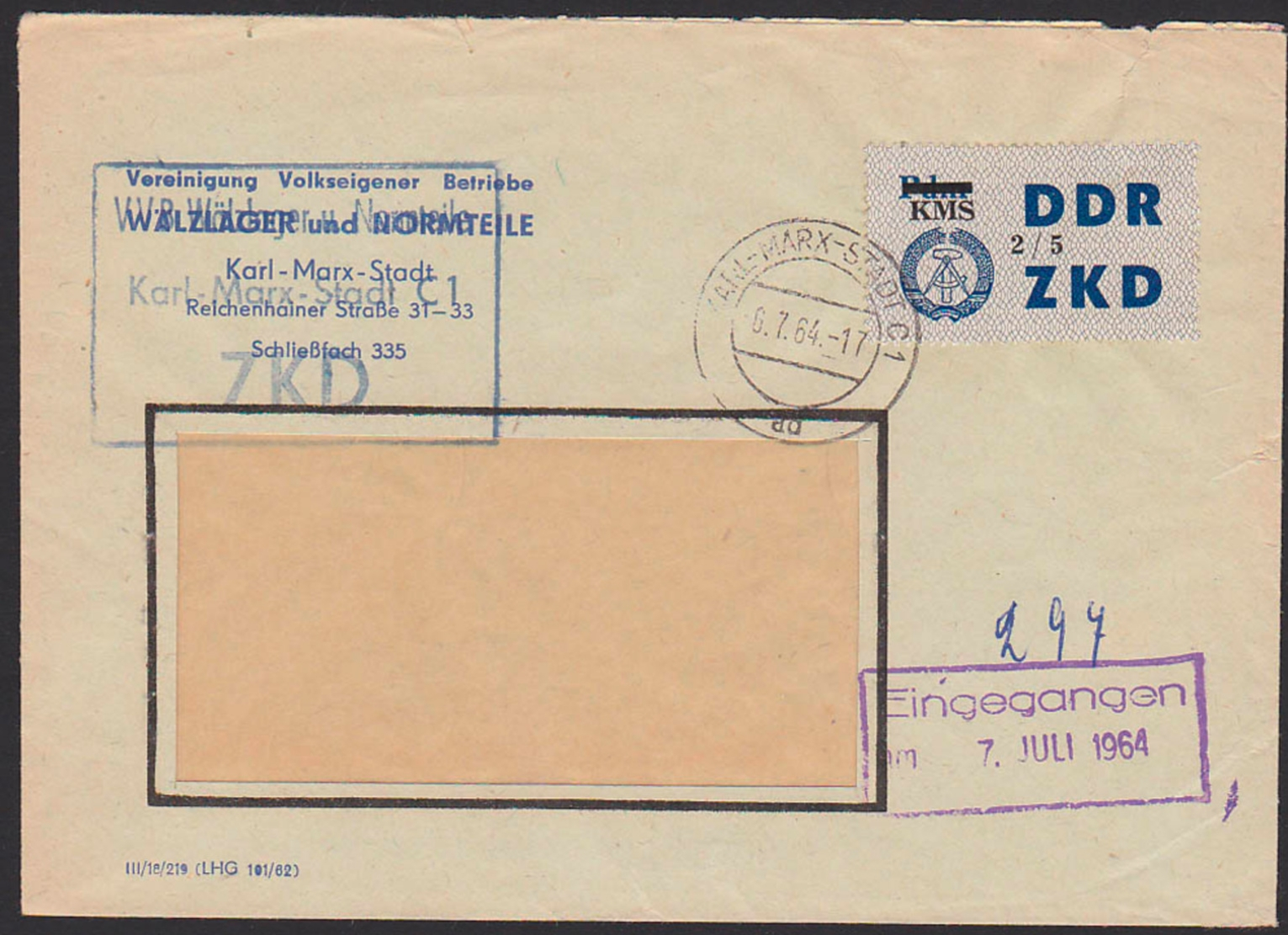
Briefumschlag der VVB Wälzlager und Normteile, Karl-Marx-Stadt

VVB gab es in allen wichtigen Industriezweigen, die Bezeichnungen und Zuordnungen von Betrieben haben sich teilweise geändert. (Auswahl):
- VVB Allgemeine Chemie, Halle (Saale)
  - VEB Chemiewerk Coswig, Coswig
- VVB der anorganisch-chemischen Industrie, Radebeul (1948–1953)[4]
- VVB Armaturen und Hydraulik, Halle (Saale)
- VVB Armaturen und sanitäre Einrichtungen (SANAR)
- VVB Ausrüstungen für Bergbau und Schwerindustrie (ABUS)
- VVB Automobilbau, Karl-Marx-Stadt
- VVB Bastfaser
  - VEB Schlotheimer Netz- und Seilerwarenfabrik, Schlotheim
  - VEB Schwerweberei, Vetschau
- VVB Bauelemente und Faserbaustoffe, Leipzig
- VVB Bauelemente und Vakuumtechnik (BuV), unter anderem mit den folgenden Volkseigenen Betrieben:
  - Elektronische Bauelemente Teltow
  - Funkwerk Erfurt (FWE)
  - Halbleiterwerk Frankfurt (Oder) (HFO)
  - Röhrenwerk Mühlhausen, bis 1945 Fabrik für Elektronenröhren der C. Lorenz AG
  - Röhrenwerk Neuhaus am Rennweg (RWN), bis 1945 Telefunken
  - Elektronikhandel Berlin, 1973 Übernahme von Teilen des Institutes elektronische Bauelemente und 1978 zum VEB Applikationszentrum Elektronik Berlin fusioniert
  - Zentrum für Forschung und Technologie Mikroelektronik Zentrum Mikroelektronik Dresden (ZMD) Dresden, zuvor Institut für Mikroelektronik Dresden (IMD) bzw. Arbeitsstelle für Molekularelektronik Dresden (AMD)
  - Gleichrichterwerk Stahnsdorf
  - Gleichrichterwerk Großräschen
  - Werk für Fernsehelektronik (WF) Berlin-Oberschöneweide, im Behrensbau, bis 1951 Oberspreewerk (OSW), bis 1960 Werk für Fernmeldewesen
  - Institut für Elektronische Bauelemente (IEB), 1973 teilweise in den Elektronikhandel Berlin integriert und 1978 zum VEB Applikationszentrum Elektronik Berlin fusioniert[5]
  - Uhrenwerke Ruhla
  - Elektroglas Ilmenau
  - Elektromat Dresden
  - Hochvakuum Dresden
  - Spurenmetalle Freiberg
  - Zellstoff-Papier-Pappe

Aus der VVB BuV gingen 1978 die Kombinate Mikroelektronik Erfurt und Elektronische Bauelemente Teltow hervor.
- VVB Bauglas, Dresden 
  - VEB Flachglaskombinat Torgau, Torgau
    - VEB Flachglaswerk Aken
    - VEB Glasseidenwerk Oschatz
    - VEB Thermoglas Maltitz

  - VEB Flachglaswerk Radeburg, Radeburg
- VVB Baumwolle
  - VEB Zwirnerei, Sachsenburg
- VVB Baumwollspinnereien
  - Garnveredelungswerk Sehma, Sehma
- VVB Bau- und Grobkeramik
  - Mosaikplattenwerk Zahna, Zahna
- VVB Bau-Union Süd / auch VVB (Z) Bau-Union Süd
  - Baubetrieb Dresden
  - Baubetrieb Jena
  - Baubetrieb Leipzig
  - Baubetrieb Saaleck
  - Baubetrieb Zwickau
  - Holzbau- und Bauplattenwerk Groitzsch
  - Maschinen- und Gerätepark Engelsdorf
  - Sächsische Granitwerke
  - Sandsteinwerk Königstein
  - Thüringer Leiter- und Gerüstindustrie Hermsdorf
  - VEB Betonwerk, Cossebaude
- VVB Bergbau-Ausrüstungen und Förderanlagen, Leipzig
  - VEB Eisengießerei und Maschinenfabrik Zeitz (ZEMAG), Zeitz
  - VEB Schwermaschinenbau Verlade- und Transportanlagen, Leipzig
- VVB Braunkohle, Cottbus
  - Kombinat Schwarze Pumpe
  - BKK Lauchhammer
  - BKW Franz-Mehring, Brieske
  - BKW John Scheer, Laubusch
  - BKW Jugend, Groß Beuchow
- VVB Braunkohle, Merseburg
  - Wissenschaftlich-Technisches Institut, Spreetal
- VVB Brau- und Malzindustrie, Dresden 
  - Bautzener Brauerei und Mälzerei
  - Bergbrauerei Riesa
  - Bierbrauerei Königsee
  - Börde-Brauerei, Magdeburg
  - Brauerei Artern
  - Brauerei Danneberg
  - Brauerei Dessau
  - Brauerei Fürstlich Drehna
  - Brauerei Gohlis
  - Brauerei Greußen
  - Brauerei Heßberg
  - Brauerei Köthen
  - Brauerei Krostitz
  - Brauerei Oschersleben
  - Brauerei Planitz
  - Brauerei Robert Jentzsch
  - Brauerei Schkeuditz
  - Brauerei Sternburg
  - Brauerei Torgau
  - Brauerei und Mälzerei Pritzwalk
  - Brauerei und Malzfabrik Schönebeck
  - Brauerei Wiesenburg
  - Brauerei Wittenberge
  - Brauerei Zerbst
  - Brauhaus Arnstadt
  - Brauhaus Freiberg
  - Brauhaus Halle
  - Brauhaus Saalfeld
  - Brauhaus Sonneberg und Betrieb Stadtkellerbräu
  - Demminer Brauerei
  - Diamant-Brauerei, Magdeburg
  - Eberswalder Brauerei
  - Eichberg-Brauerei Eisfeld
  - Erfurter Malzwerk
  - Feldschlößchen Brauerei Chemnitz-Kappel
  - Feldschlößchen-Brauerei
  - Grabower Rose-Brauerei
  - Güstrower Brauerei
  - Klosterbrauerei Bad Salzungen
  - Klosterbrauerei Neuzelle
  - Landesbrauerei Leipzig
  - Limonadenfabrik und Füllereibetrieb Glau und Pötschke
  - Malz- und Nährmittelfabrik Gößnitz
  - Malzfabrik Artern
  - Malzfabrik Erfurt-Nord
  - Malzfabrik Etgersleben
  - Malzfabrik Köthen
  - Malzfabrik Pirna
  - Malzfabrik Sangerhausen
  - Malzfabrik Schkeuditz
  - Malzfabrik Wriezen
  - Malzfabriken Johannestor und Langensalza
  - Meißner Felsenkeller
  - Neubrandenburger Brauerei
  - Radeberger Export-Bierbrauerei
  - Rathenower Brauerei
  - Reichs-Quell-Brauerei Mühlhausen
  - Riebeck-Brauerei
  - Sächsische Malzindustrie und Nährmittelfabrik
  - Schloßbrauerei Chemnitz
  - Sternquell-Brauerei
  - Stralsunder Brauerei
  - Thuringia-Brauerei Mühlhausen
  - VEB Arnstädter Malzfabrik
  - VEB Brauerei Eisenach
  - VEB Brauerei Potsdam
  - VEB Glückauf-Brauerei Gersdorf
  - VEB Greifswalder Brauerei
  - VEB Köstritzer Schwarzbierbrauerei
  - VEB Malzfabrik Nordhausen
  - VEB Rostocker Brauerei
  - VEB Vereinigte Brauereien Meiningen
  - VEB Vereinsbrauerei Apolda
  - VEB Vereinsbrauerei Greiz, Greiz
  - Vereinsbrauerei zu Zwickau, Zwickau
  - Waldschlößchenbrauerei, Dresden
  - Westquell-Brauerei
- VVB Buntmetall, später VVB Nichteisenmetall-Industrie
- VVB Chemieanlagen, Leipzig
  - VEB Chemie- und Tankanlagenbaukombinat, Fürstenwalde
  - VEB Chemieanlagenbau- und Montagekombinat, Leipzig
  - VEB Chemieanlagenbaukombinat Maschinen- und Apparatebau, Grimma
  - VEB Kombinat Chemieanlagenbau, Erfurt-Rudisleben
  - VEB Kombinat Chemieanlagenbau,  Leipzig
  - VEB Kombinat Chemieanlagenbau, Staßfurt
- VVB Chemiefaser und Fotochemie, Wolfen
- VVB Datenverarbeitungs- und Büromaschinen, Erfurt
- VVB Deko, Plauen
- VVB Deutsche Spedition, Gera
- VVB VVB Dieselmotoren, Pumpen und Verdichter, Halle (Saale)
- VVB Druck
  - ebifa Bilettfabrik, Eberswalde
- VVB Druckerei- und Papierverarbeitungsmaschinen (POLYGRAPH)
  - Optima Fabrik Graphischer Maschinen, Leipzig
- VVB Eisen Blech Metallwaren (EBM)

Aus der VVB EBM ging 1951 das Kombinat Haushaltgeräte Karl-Marx-Stadt hervor.
- VVB Eisenerz-Roheisen, Saalfeld/Saale
  - Eisenhüttenwerk West in Calbe
  - Eisenhüttenkombinat Ost in Eisenhüttenstadt
  - Ferrolegierungswerk in Lippendorf
  - Maxhütte in Unterwellenborn[6]
- VVB Elektrische Konsumgüter. Markenname war AKA electric
- VVB Elektroapparate, Berlin
- VVB Elektrochemie und Plaste, Halle (Saale)
- VVB Elektrogeräte, Berlin
- VVB Elektromaschinen- und Anlagenbau (VEM), ab 1970 VEB Kombinat Elektromaschinenbau (KEM)[7]
  - VEB Elbtalwerk Heidenau
  - VEB Elektromaschinenbau Sachsenwerk
  - VEB Elektromotorenwerk Dresden, Dresden
  - VEB Elektromotorenbau Zittau, Zittau
  - Gleichrichter- und Transformatorenbau, Reichenbach im Vogtland
- VVB Elektroprojektierung und Anlagenbau, Berlin-Lichtenberg
- VVB Energiebezirk-Ost / auch VVB (Z) Energiebezirk Ost, Dresden
- VVB Energiebezirk West, Halle (Saale)
- VVB Energie- und Kraftmaschinenbau (EKM), Halle (Saale)
  - Görlitzer Maschinenbau
  - VEB Turbowerke Meißen, Meißen
  - VVB Erfurter Malzwerk
- VVB Fahrzeugbau (Industrieverband Fahrzeugbau, IFA)
- VVB Fahrzeugelektrik Ruhla
- VVB Feste Minerale, Berlin 
  - Zentrales Geologisches Institut, Zerbst
- VVB Feuerfest-Industrie, Meißen
- VVB Flugzeugbau
- VVB Gießereien, Leipzig 
  - VEB Kombinat GISAG Leipzig
  - VEB Metallgußkombinat Leipzig
  - VEB Kombinat Stahlguß Karl-Marx-Stadt
- VVB Glas / Keramik
- VVB Glasindustrie (Ost)
  - VEB Flachglaswerk, Uhsmannsdorf
- VVB Glasindustrie Weißwasser; später VVB Haushalt- und Verpackungsglas
- VVB Getriebe und Kupplungen
- VVB GUS – Guß- und Schmiedeerzeugnisse, Dresden 
  - Gießerei und Modellbau, Wernigerode
  - VEB APAG – Aluminium-Präzisions-Armaturen-Guß
  - VEB Erfurter Gesenkschmiede „Rosa Luxemburg“
  - VEB Preß- und Schmiedewerk „Einheit“
  - VEB Preß- und Schmiedewerke „Hein Fink“
  - VEB Roßweiner Achsen-, Federn- und Schmiedewerke „Hermann Matern“
  - Velmetwerk
- VVB Haushalts- und Verpackungsglas, Weißwasser, unter anderem mit[8]
  - VEB Beleuchtungsglaswerk Bischofswerda (Leitbetrieb)
  - VEB Beleuchtungsglaswerk Radeberg
  - VEB Glaswerk Dresden
  - VEB Glaswerk Welzow
  - Firma Müller, Poeschmann & Co., Döbern
  - Firma Max. Hoffmann, Neupetershain
- VVB Hochspannungsgeräte und Kabel, Berlin-Karlshorst
- VVB Holzbau, auch VVB (Z) Holzbau
  - Dampfsäge- und Hobelwerke „Werratal“, Wernshausen
  - VEB Holzverarbeitungswerk Klosterfelde, Klosterfelde
- VVB Holzeber, Eberswalde
- VVB Holzhalle, Halle (Saale)
- VVB Industrie-Entwurf
- VVB Industriestahlbau, Leipzig
- VVB Industriezweigleitung Druck, Leipzig
- VVB Installation, Kabel und Apparate der Elektrotechnik (IKA), unter anderem mit
  - Elektrogerätewerk Suhl
  - Elektroinstallation Annaberg
  - Elektroinstallation Oberlind (EIO)
  - Elektroinstallation Ruhla
  - Kabelwerk Oberspree (KWO)
  - Kabelwerk Vacha
  - Berliner Akkumulatoren- und Elementefabrik
  - Batterien- und Elementefabrik Tabarz
- VVB Kali, Erfurt
- VVB Kali und Salze, Halle (Saale)
- VVB Keramik, Erfurt
- VVB Kautas Kautschuk- und Asbestindustrie / auch VVB (Z) Kautas, Leipzig 
  - Fabrik für technische Gummiwaren, Gotha
  - Gummi-Werke Riesa, Riesa-Gröba
  - Leipziger Gummiwarenfabriken, Leipzig
  - Schönebecker Gummiwerke
  - VEB Degufa Deutsche Gummiwarenfabrik
  - VEB Gummiwerk Weißensee
  - VEB Gummi-Werke Riesa
- VVB Konfektion, Leipzig
- VVB Kraftverkehr Land Sachsen,
- VVB Kühl- und Lagerwirtschaft, Berlin
- VVB Lacke und Farben, später Lacufa, Berlin-Haiersdorf 
  - VEB Lack- und Druckfarbenfabrik Coswig, Coswig
- VVB Land-, Bau- und Holzbearbeitungsmaschinenbau (LBH)
  - VEB „Elfa“, Elsterwerda
- VVB Landmaschinen- und Traktorenbau, Leipzig
  - VEB Dämpferbau Lommatzsch, Lommatzsch
- VVB Landtechnische Instandsetzung, Berlin
- VVB Leder-Schuhe-Rauchwaren, Leipzig
- VVB Lederwaren, Halle (Saale)
- VVB Leichtchemie, Berlin-Köpenick
- VVB Leuchtenbau Leipzig
  - VEB Artas, Arnstadt
  - VEB Leuchtenbau Arnsdorf
- VVB Lokomotiv- und Waggonbau (LOWA), ab 1954 VVB Schienenfahrzeugbau
- VVB Luft- und Klimatechnik, Dresden
- VVB Maschinelles Rechnen (MECHANIK)
- VVB Maschinenbau und Elektrotechnik Sachsen-Anhalt (Melsa)
- VVB Mechanik, Leipzig
  - WTZ Medizinmechanik, Leipzig
- VVB Mechanische Weberei, Zittau
- VVB Metallwaren (MEWA)
- VVB Mineralöle und anorganische Grundstoffe, Halle (Saale)
  - Wissenschaftlich Technisches Zentrum für Schmierstoffe, Kraftstoff- und Schmierstoffanwendung, Erfurt
- VVB (B) Möbel, Dresden 
  - VEB Polstermöbelfabrik Cottbus
  - VEB Steppdecken- und Bettenfabrik, Frankenberg
  - VEB Vereinigte Möbelwerke Werdau
- VVB Motorenwerk, Cunewalde
- VVB Musik-Kultur
  - Vereinigte Spielwaren- und Sportartikelwerke, Sonneberg
- VVB Musikinstrumente und Kulturwaren, Plauen
- VVB Nachrichten und Meßtechnik, Berlin
- VVB Nagema (Maschinenbau für Nahrungs- und Genussmittelindustrie), Dresden
  - Ingenieurbüro für Rationalisierung der VVB Nagema (IBN), Dresden
  - Wissenschaftlich-Technisches Zentrum (WTZ) der Nagema, Dresden
- VVB der Natursteinindustrie, Dresden (1945–1954)[9]
- VVB NE-Metallindustrie, Eisleben
- VVB Optik (optische Geräte)
- VVB Organa, Halle (Saale)
- VVB (Z) Ostglas
  - VEB Farbenglaswerke, Pirna
- VVB OXYKA
- VVB Papier bzw. Papier und Pappe
  - VEB Feinpapierfabrik Königstein, Königstein
  - VEB Hartpappenfabrik Polenz, Polenz
  - Vulkanfiber-Fabrik, Werder (Havel)
- VVB Papier / Chemie Thüringen
  - Chemische Werke Tambach-Dietharz/Thür., Tambach-Dietharz
- VVB Pelz / auch VVB (Z) Pelz 
  - Berlin-Gubener Hutfabrik
  - Dresdner Hutfabriken
  - Edelpelz Rauchwarenzurichterei und -färberei, Tierhaarverwertung
  - Georgewitzer Filzfabrik
  - Gubener Werthutwerk
  - Hutfabrik Bannewitz
  - Hutfabrik Olympia
  - Luckenwalder Hutfabrik
  - Märkische Hutfabrik
  - Pegauer Filzfabrik
  - Sachsenpelz Rauchwarenzurichterei und -färberei
  - Sächsische Filz- und Filzwarenfabriken
  - Vereinigte Filzfabriken Zittau
- VVB Pharmazeutische Industrie, Berlin
- VVB Plasteverarbeitung, Halle (Saale)
- VVB Regelungstechnik, Gerätebau und Optik, Berlin
- VVB RFT Nachrichten- und Meßtechnik, Leipzig
- VVB RFT Radio und Fernmeldetechnik, Leipzig
- VVB Rohstoffreserven, Kamenz
- VVB Rundfunk- und Fernmelde-Technik (RFT)
- VVB Saat und Pflanzgut,  Quedlinburg
- VVB Sachsenholz, Heidenau
  - Heidenauer Möbelwerke
  - VEB Möbelindustrie, Heidenau
- VVB Sanar / Armaturen und Sanitäre Einrichtungen, Halle (Saale)
- VVB Sapotex (Seifen, Kosmetik, Bürochemie[10]), unter anderem mit den folgenden Volkseigenen Betrieben:
  - Fettchemie- und Fewa-Werke Karl-Marx-Stadt (Produkt- und Markenname Fewa)
  - Rosodont Werk – Parfümerie- und Feinseifen-Fabrik, Waldheim; Produkt- und Markenname: Florena
  - Persil-Werk Genthin (Hersteller der DDR-Variante des Waschmittels Persil)
  - Deutsche Hydrierwerke Rodleben (bei Rosslau)
  - Bürochemie Dresden [Ernst Rühle]
  - Döbelner Seifen- und Parfümeriefabrik
  - Haushalt-Chemie Wittenberg [Sidol-Werk]
  - ROSODONT-Werk Parfümerie- und Feinseifen-Fabrik, Waldheim
  - Varia Chemische Fabrik Mügeln
- VVB Schiffbau (Kombinat Schiffbau)
  - VEB Warnowwerft Warnemünde (Leitbetrieb)
  - VEB Schiffswerft Oderberg
  - VEB Elbe-Werft Boizenburg
- VVB Schnittholz und Holzwaren, Berlin
- VVB Schuhe Weißenfels
- VVB Schwermaschinenbau
- VVB Sonni
- VVB Spielwaren Sonneberg
- VVB Spinnweber I in Cottbus, II in Leipzig und III in Crimmitschau[11]
- VVB der Spirituszentrale, Berlin
- VVB Stahl- und Walzwerke, Berlin
- VVB Stahlbau Leipzig
  - VEB Stahlbau Berlin-Lichtenberg
  - VEB Stahlhoch- und Brückenbau Brandenburg
  - VEB Eisenbau Leipzig
  - VEB Stahlbau Magdeburg mit Zweigwerk Parey
  - VEB Stahlbau Niesky (Christoph & Unmack)
  - VEB Stahlbau Werdau (Stahl-, Hoch- und Brückenbau F. Zimmermann)
  - VEB Stahlbau Wismar
  - VEB Glasdachbau Zwickau
  - VEB Stahlbau Chemnitz (Stahlbaubetrieb Hannemann)
  - VEB Stahlbau Lautawerk (aufgelöst am 1. September 1952)
- VVB Steinkohle, Zwickau 
  - VEB Steinkohlenwerk Martin Hoop, Zwickau
- VVB Südthüringer Möbelwerke, Themar
- VVB Süß- und Dauerbackwarenindustrie, Halle (Saale)
- VVB Tabak Dresden / auch VVB (Z) Dresden
- VVB Tagebauausrüstungen, Krane und Förderanlagen TAKRAF
  - VEB Schwermaschinenbau Georgij Dimitroff, Magdeburg
  - VEB Schwermaschinenbau Lauchhammerwerk
  - VEB Spezialeisengießerei und Maschinenfabrik Nordhausen
  - VEB ZEMAG Zeitz
- VVB Technische Keramik, Weimar
- VVB Technisches Glas, Ilmenau
- VVB TEWA / Technische Eisenwaren, Dresden
- VVB Textilmaschinenbau (TEXTIMA), Karl-Marx-Stadt
- VVB Textilveredlung, Reichenbach im Vogtland[12]
- VVB Tierzucht Frankfurt (Oder)
- VVB Tierzucht Paretz
- VVB Trikot / auch VVB Trikotagen und Strümpfe, Limbach-Oberfrohna 
  - Apoldaer Strick- und Wirkwaren
  - Buntsockenwerke „Max Roscher“, Großolbersdorf
  - Cowitha-Strumpfwerke, Thalheim
  - Edela-Strumpffabriken, Hohenkirchen
  - Eichsfelder Obertrikotagenwerk, Dingelstädt
  - EKO-Erstlings- und Kinderoberbekleidung, Oschatz
  - Erzgebirgische Wirkwaren, Gornsdorf
  - Feinstrumpfwerke „3 Tannen“, Thalheim
  - Feinstrumpfwerke „Libelle“
  - Feinstrumpfwerke „Oberlungwitz“
  - Feinwäsche „Bruno Freitag“, Hartmannsdorf
  - Garn- und Strumpfveredlungswerke Oberlungwitz
  - Gummistrickwerk Zeulenroda
  - Karma-Strumpfwerke, Zwönitz
  - Perlonzwirnerei Flöha
  - Sachsenring, Lichtenstein
  - Spezialstrumpfwerke Gelenau
  - Stollberger Strumpffabriken
  - Streichgarnspinnerei Crimmitschau
  - Streichgarnspinnereien Kirchberg
  - Strickhandschuhwerk „Vorwärts“, Karl-Marx-Stadt
  - Strickwarenfabriken Aktivist, Zwickau-Planitz
  - Strick- und Wirkwarenfabrik „Goldfisch“, Oberlungwitz
  - Strumpfwerke Geyer
  - Strumpfwerke Neukirchen
  - Tesyra Feinstrumpfindustrie, Meinersdorf
  - Textilwerke „Clara Zetkin“, Burgstädt
  - Thüringer Streichgarnspinnerei, Pößneck
  - Thüringer Strumpfwarenfabrik, Diedorf
  - Trikotagenausrüstungswerke, „Roter Färber“ Niederfrohna
  - Trikotagenwerk, Crimmitschau
  - Trikotagenwerk, Limbach-Oberfrohna
  - Trikotagenwerk „Spree“, Lübben
  - Trikotagenwerke „Ideal“, Karl-Marx-Stadt
  - Trikotagenwerk „Textilia“, Glauchau
  - Trikotagenwerk „Trineli“, Limbach-Oberfrohna
  - Trikotagenwerk „Trikotex“, Wittgensdorf
  - Trikotagenwerke Freiberg
  - TRIKOTEX, Wittgensdorf
  - Turmalin-Strumpfwerke, Hohenstein-Ernstthal
  - Vereinigte Strumpfwerke ESDA, Auerbach
  - Wirkwarenfabrik Vinora, Wüstenbrand
- VVB UNIMAK (Dem Ministerium für Nationale Verteidigung unterstellt.)
  - VEB Geräte- und Werkzeugbau Wiesa
  - VEB Chemiewerk Kapen
  - VEB Lehrgeräte- und Reparaturwerk Mittenwalde
- VVB Verlage, Berlin
- VVB Vesta Leipzig (Produktion und Verarbeitung von Roheisen, Stahl und Walzwerkerzeugnissen)[13]
- VVB Variochem, Halle (Saale), 1951 aufgelöst
- VVB Volltuch, Cottbus 
  - VEB Filzfabrik Oschatz, Oschatz
  - VEB VEB Forster Tuchfabriken
- VVB Wälzlager und Normteile, Karl-Marx-Stadt
- VVB Wasserversorgung und Abwasserbehandlung
  - Klink mit FDGB-Heim und Zweigakademie, Waren (Müritz)
- VVB Webereien I
- VVB Webereien II
  - Löbauer Stückfärberei und Weberei, Löbau
- VVB Webereien III
  - Mylauer Stückfärberei und Appreturanstalt, Mylau
  - Textilveredelungswerk Reichenbach, Reichenbach im Vogtland
- VVW (Vereinigung volkseigener) Werften
- VVB Werkin
- VVB Werkzeuge, Vorrichtungen und Holzbearbeitungsmaschinen, Gera
  - VEB Vorrichtungsbau Weißenfels, Weißenfels
- VVB Werkzeugmaschinen, Karl-Marx-Stadt
- VVB Werkzeugmaschinen und Werkzeuge (WMW)[14]
  - VEB Werkzeugmaschinenkombinat „Fritz Heckert“ Karl-Marx-Stadt
  - VEB Werkzeugmaschinenkombinat „7. Oktober“ Berlin
  - VEB Kombinat Umformtechnik „Herbert Warnke“ Erfurt
  - VEB Werkzeugkombinat Schmalkalden
- VVB Zellstoff-Papier-Pappe, Heidenau
- VVB Zement, auch Zement und Beton, Dessau
  - VEB Zementwerke Rüdersdorf, Rüdersdorf
- VVB Zucker- und Stärkeindustrie, Halle (Saale)
  - VEB Zuckerfabrik Osterwieck
  - VEB Zuckerraffinerie Magdeburg
  - Zuckerfabrik Anklam
  - Zuckerraffinerie Dessau
- VVB Zuschlagstoffe und Natursteine, Dresden
  - Großhandelsbetrieb Feuerfeste Erzeugnisse, Meißen